# Ашкерц Антон
Анто́н А́шкерц  (Anton Aškerc) (*9 січня 1856 — †10 червня 1912, Любляна) — словенський поет-реаліст.

## Життєпис
Походив з селянської родини. Народився у селі Глобоко. Був парохом, у 1898 році вийшов з духовного чину. Почав друкуватися в 1880 році. У 1899—1902 роках редагував словенський літературний журнал «Люблінський дзвін». Тривалий час подорожував слов'янськими землями та балканськими країнами. Помер у Любляні у 1912 році.

## Творчість
Писав вірші про минувшину словенського народу — «Стара правда» (1881) про повстання селян під проводом Матія Губца, «Словенська легенда» (1884) та ін.
Найвідоміші твори — збірки віршів «Балади й романси» (1890), «Нові вірші» (1900) і поеми «Примож Трубар» (1905), «Мученики» (1906), «Юнаки» (1907), в яких Ашкерц виступав проти католицької реакції і австро-угорської монархії.
Свої подорожні враження були оформлені також у вигляді віршів. Найзначущим з них є «Акрополь і піраміди» 1909 року. Йому належать також п'єси («Ізмайлов», 1906 рік).